# Diadegma litorale
Diadegma litorale là một loài tò vò trong họ Ichneumonidae.